# الرأس الشرقي (نيوزيلندا)
الرأس الشرقي (بالإنجليزية: East Cape)‏ هي أقصى نقطة في شرق لنيوزيلندا في الجزيرة الشمالية (نيوزيلندا). وهي تقع في الطرف الشمالي من منطقة غيسبورن. يمكن أن يشير أيضًا إلى الرأس الأوسع لجيسبورن.

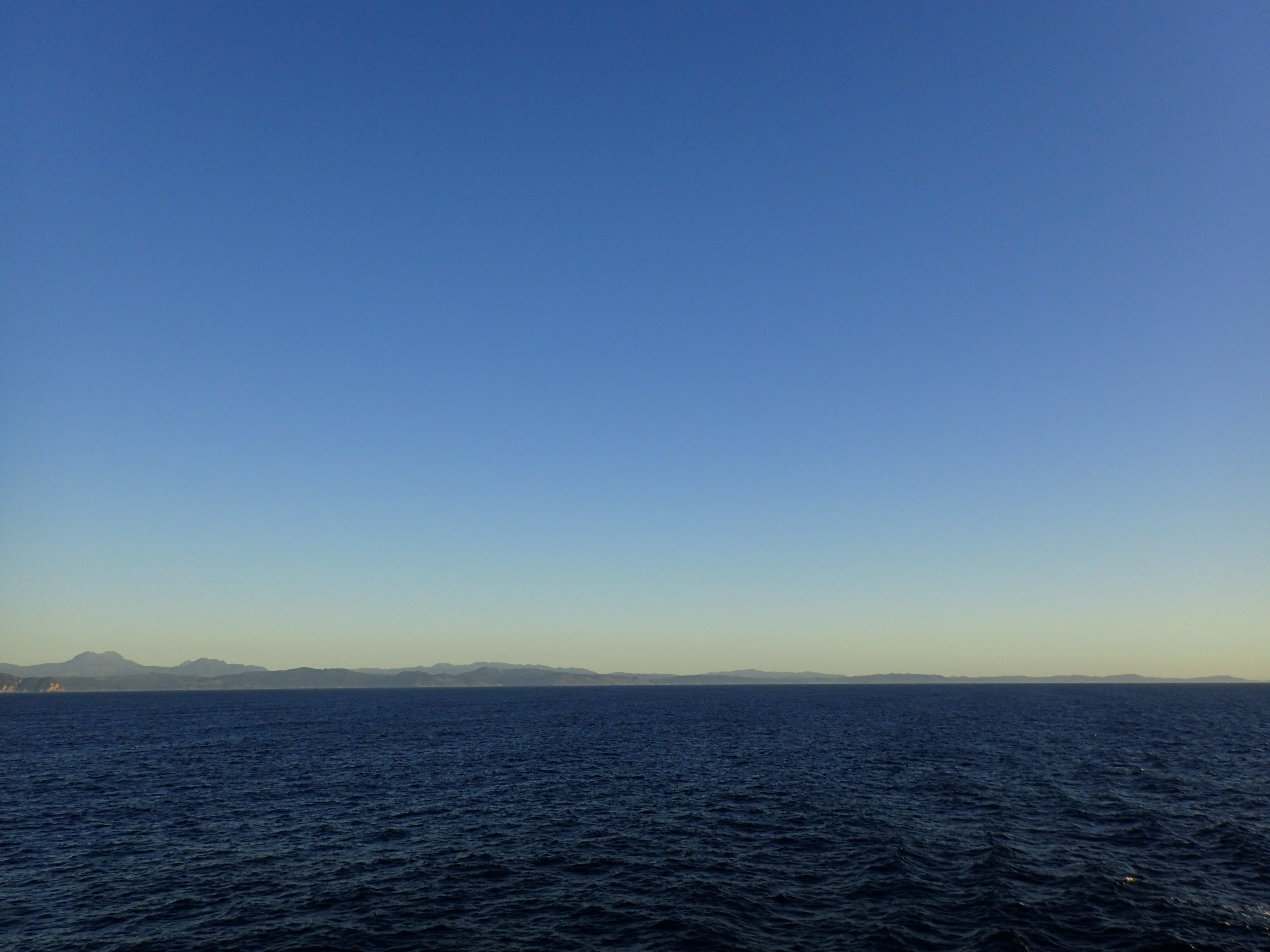
الرأس الشرقي على الطرف الأيمن من سلسلة Raukumara

كان المستكشف البريطاني جيمس كوك قد أطلق على «كيب إيست» أصلاً اسم «كيب إيست» خلال رحلته 1769–1779. وهي واحدة من أربع رؤوس اتجاه سماوي، إلى راس الجنوبي وهو أحد رؤوس الجغرافية الكبرى، الرأس الغربي وراس الشمال.
تدير شركة Maritime New Zealand منارة East Cape الواقعة في أقصى نقطة الرأس الشرقي.

و كالة النقل في نيوزيلندا ترقية جسر Horoera في عام 2017،  للوصول الكامل إلى منارة. تم استبدال جسر بيلي المؤقت الذي تم تركيبه في عام 2015. 

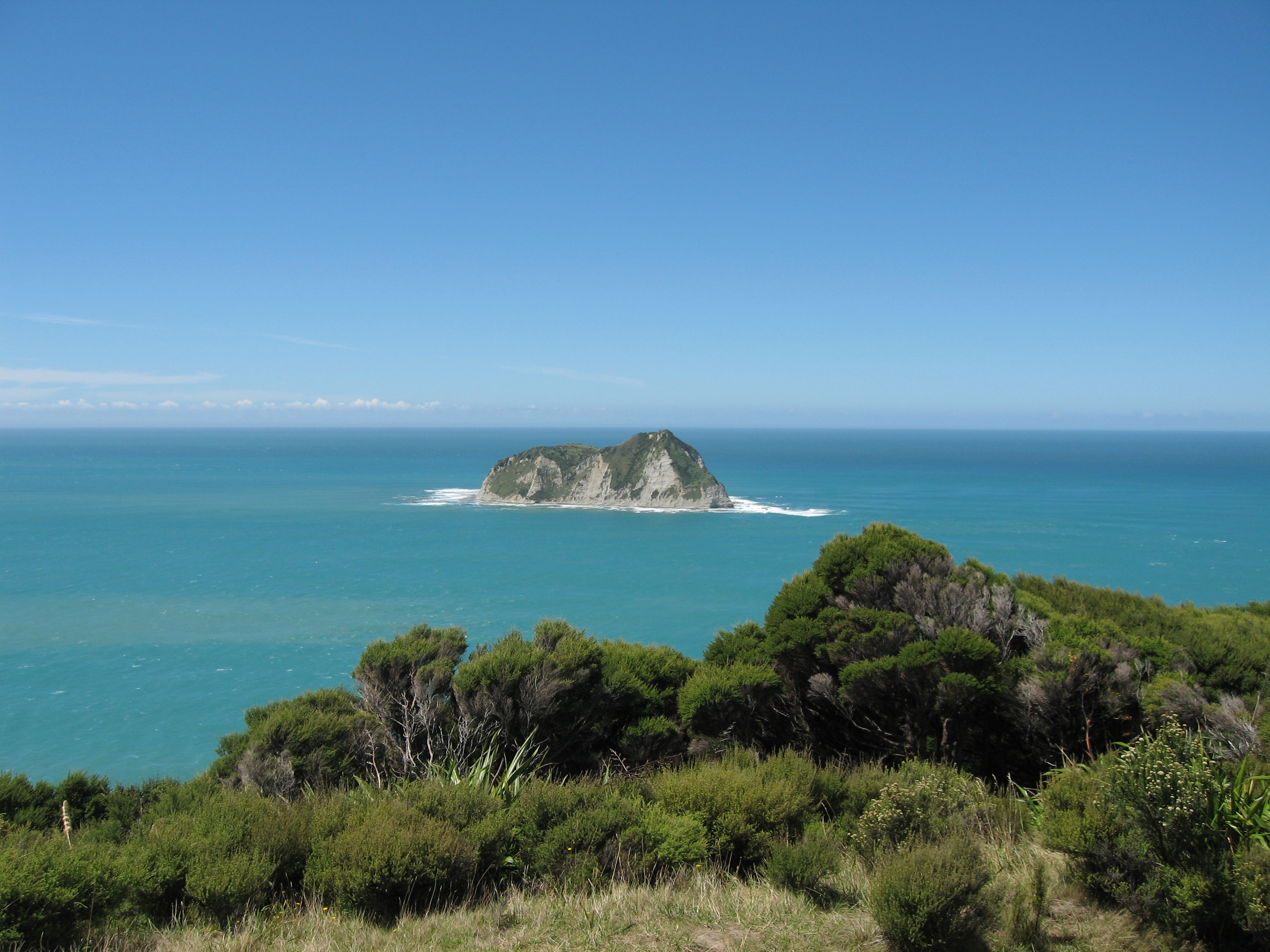
منظر من كيب الشرقية يتطلع نحو الجزيرة الشرقية / وانغوكينو